# 16e Panzerdivision
La 16e Panzerdivision était une division blindée de la Wehrmacht durant la Seconde Guerre mondiale. Elle a été créée en octobre 1940.

## Histoire

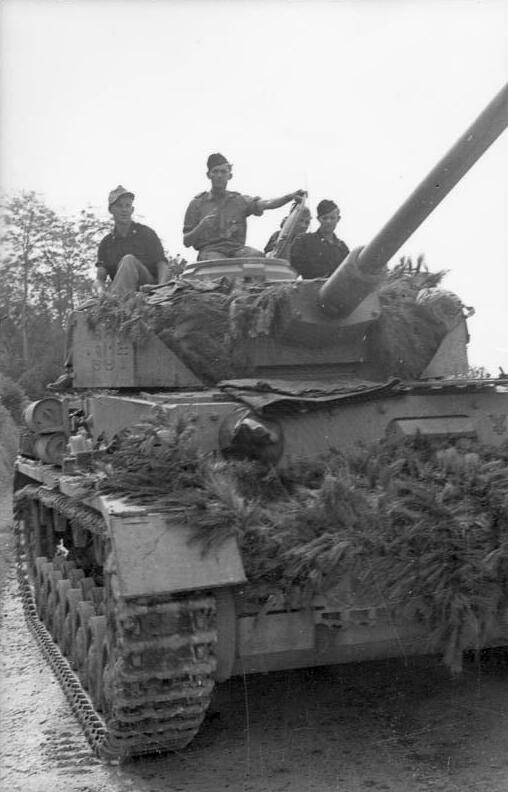
Panzer IV de la 16e Panzerdivision en Italie (1943)

Dans le cadre des plans de Hitler à doubler le nombre de Panzerdivisions après la campagne de France, les éléments de la 16e division d'infanterie et les blindés du 2e Panzer-Regiment de la 1re Panzerdivision sont restructurés dans la 16e Panzerdivision, créée en octobre 1940, à Münster, en Allemagne.
Elle est tenue en réserve pendant la guerre dans les balkans en avril 1941.
À la veille de l'opération Barbarossa, la 16e Panzerdivision avait une force totale de 146 blindés :
- 45 PzKpfw II,
- 23 PzKpfw III (37 mm),
- 48 PzKpfw III (50 mm),
- 20 PzKpfw IV,
- 10 PzBef (chars de commandement)

la première action de la division a été de participer au sein de la 1re Panzergruppe aux premiers combats de l'opération Barbarossa en juin 1941 dans le secteur sud et est resté à l'avant des combats à Dubno, Uman et Nikolaev, puis dans la bataille de Kiev. La division termine l'année le long de la Mius sur une ligne de front défensive.
Elle participe à l'offensive de l'été 1942 nommée opération Fall Blau (Plan Bleu). C'est la première unité allemande à atteindre la Volga le 23 août 1942 près de Stalingrad. Positionnée dans une avancée étroite au nord de la ville elle repousse dans un premier temps les offensives de Kotlouban, qui visent à rejoindre la ville et à isoler le XIV. Panzerkorps dont elle fait partie. Puis, à partir d'octobre, elle tourne une partie de ses forces vers Stalingrad où elle participe aux actions contre le saillant d'Orlovka et la poche de Rynok & Spartanovka.
En novembre 1942, elle est encerclée dans la Stalingrad avec le reste de la VI. Armee lors de l'opération Uranus et elle y disparait le 2 février 1943 à la suite de la reddition du maréchal Paulus.
Reformée dans le nord de la France le 17 février 1943, la division est envoyée en Italie où elle combat les Américains et les Anglais lors des débarquements de Salerne près de Naples. En septembre, la division recule et se déploie le long de la rivière Sangro.

À la fin de l'année, les blindés n'ayant pas leur place sur le front italien, elle retourne en Russie à Bobruisk dans le secteur centre, et après une tentative de percer la poche de Tcherkassy, elle se replie sur Baranov où elle subit de grosses pertes à Cholm et Lublin.
Reconstituée en Pologne, elle retourne à Baranov combattre jusqu'en janvier 1945 où elle se rend à Brno en Tchécoslovaquie une partie de la division aux troupes soviétiques et l'autre partie aux forces américaines, résultant de l'éparpillement de la division.
| Début             | Fin               | Grade           | Nom                        |
| ----------------- | ----------------- | --------------- | -------------------------- |
| 1er novembre 1940 | 15 septembre 1942 | Generaloberst   | Hans-Valentin Hube         |
| 15 septembre 1942 | 2 février 1943    | Generalleutnant | Gunther Angern             |
| Mars 1943         | 5 mai 1943        | Generalmajor    | Burkhart Müller-Hillebrand |
| 5 mai 1943        | 1er novembre 1943 | Generalmajor    | Rudolf Sieckenius          |
| 1er novembre 1943 | 14 août 1944      | Generalmajor    | Hans-Ulrich Back           |
| 14 août 1944      | Mars 1945         | Generalleutnant | Dietrich von Müller        |
| Mars 1945         | 19 avril 1945     | Oberst          | Theodor Kretschmer         |
| 19 avril 1945     | 8 mai 1945        | Oberst          | Kurt Treuhaupt             |

## Ordre de batailles

### Composition en avril 1941
- Schutzen-Brigade 16
  - Schutzen-Regiment 64
  - Schutzen-Regiment 76
- Panzer-Regiment 2
- Kradschutze-Bataillon 16
- Auklarung-Abteilung 16
- Artillerie-Regiment 16
- Panzerjüger-Abteilung 16
- Pionier-Abteilung 16
- Naschr-Abteilung 16
- Versorgungsdienste 16

### Composition en octobre 1943
- Panzergrenadier-Regiment 64
- Panzergrenadier-Regiment 76
- Panzer-Regiment 2
- Stug-Abteilung 1
- Auklarung-Abteilung 16
- Artillerie-Regiment 16
- Flak-Abteilung 274
- Pionier-Abteilung 16
- Naschr-Abteilung 16
- Versorgungsdienste 16

## Théâtres d'opérations
- 1941
  - Front de l'Est
    - Opération Barbarossa
- 1942
  - Bataille de Grèce
  - Bataille de Stalingrad
- 1943
  - Janvier 1943 : L’unité disparaît à Stalingrad après la capitulation des forces allemandes du Maréchal Friedrich Paulus
  - L'unité est recréée et combat en Italie
- 1944
  - Ukraine

## Récompenses
- 33 membres de la 16e Panzerdivision sont faits Chevaliers de la Croix de fer.
- 3 deviennent titulaires de la croix de chevalier de la croix de fer avec feuilles de chêne
- le 20 février 1945, le Generalleutnant Dietrich von Müller reçoit la croix de chevalier de la croix de fer avec feuilles de chêne et glaives (no 134).